# Біловодський район
Білово́дський райо́н — колишній район України, розташований у північно-східній частині Луганської області, як адміністративну одиницю було утворено 1923 року. Розформований у 2020 році, район приєднано до Старобільского.
Територія — 1598 км².Населення — 23 101 особа (на 1 січня 2019). Довжина з півночі на південь — 41 км, зі сходу на захід — 60 км.
Районний центр — смт Біловодськ — розташований на відстані 92 км від обласного центра — м. Луганська і на відстані 56 км від найближчої залізничної станції Старобільськ. Територію району перетинають автодороги загальнодержавного значення Старобільськ—Мілове та обласного значення Широкий—Марківка.
Район сільськогосподарський і провідна його галузь — сільськогосподарське виробництво. Відомий край найстарішими в Україні кінними заводами. Це єдиний в Україні район, де розташовані відразу три державних кінних заводи — Деркульський, Лимарівський та Новоолександрівський, які зараз є багатогалузевими господарствами з виробництва сільськогосподарської продукції.

## Географія
У надрах району містяться поклади крейди, мергелю, глини, піску. Є також джерела мінеральних вод, що мають промислове значення.
Клімат помірковано континентальний, з жарким сухим літом, і порівняно теплим малосніжним з відлигами зими. Максимальна температура: +40 градусів за Цельсієм, мінімальна: −39 градусів. Атмосферні опади розподіляються по місяцях нерівномірно, район відноситься до зони ризикованого землеробства.
Озера, річки, ставки займають 0,39 % загальної площі району. Територією району протікає річка Деркул, що впадає в Сіверський Донець. На річках Дубовець і Комишна розташовані 2-а водосховища. У річках водяться деякі види прісноводних риб, що не мають промислового значення.
Основне природне багатство — родючі чорноземи, що займають близько 60 % території району. Близько 8 % території району займають ліси. У лісовому фонді державного лісомисливського господарства їх нараховується 8000 гектарів. Практичного промислового значення не мають. Є заповідні степові зони. У селі Городище розташовано засноване в XIX сторіччі професором Докучаєвим В. В. Юницьке лісництво, що у 1971 році оголошено пам'ятником природи.

### Флора
На території району зростають рослини, занесені до Червоної книги України:
- астрагал крейдолюбний (Astragalus cretophilus), Біловодськ, Бараниківка, Новоолександрівський конезавод;
- гісоп крейдяний (Hyssopus cretaceus), Городище;
- громовик донський (Onosma tanaitica), Городище, Бараниківка, урочище Юницького;
- зозулинець болотний (Anacamptis palustris), Городище;
- келерія Талієва (Koeleria talievii), ендемік середньої течії Сіверського Дінця;
- ковила волосиста (Stipa capillata), вузьколиста (Stipa tirsa), дніпровська (Stipa borysthenica), Залеського (Stipa zalesskii), Лессінга (Stipa lessingiana), найкрасивіша (Stipa pulcherrima), пухнастолиста (Stipa dasyphylla) і українська (Stipa ucrainica) — численні популяції в степу;
- костриця крейдяна (Festuca cretacea), Деркульський і Лимаревський конезаводи, околиці Біловодська;
- Льонок крейдяний (Linaria cretacea), Бараниківка;
- пирій ковилолистий (Elytrigia stipifolia), на крейдяних відслоненнях;
- півонія тонколиста (Paeonia tenuifolia), Деркульський і Лимаревський конезаводи, Городище, Вітрогон;
- полин суцільнобілий (Artemisia hololeuca), Семикозівка, Біловодськ, Городище, річка Комишна, Лимаревський конезавод;
- ранник крейдовий (Scrophularia cretacea), Євсуг, Біловодськ;
- рябчик малий (Fritillaria meleagroides) і руський (Fritillaria ruthenica), Деркульська цілина;
- смілка крейдяна (Silene cretacea), околиці Бараниківки;
- солодушка крейдяна (Hedysarum cretaceum);
- сон чорніючий (Pulsatilla pratensis);
- тюльпан дібровний (Tulipa quercetorum), змієлистий (Tulipa ophiophylla) і Шренка (Tulipa schrenkii), байрачні ліси, Олександрівський конезавод;
- шафран сітчастий (Crocus reticulatus), звичайна рослина дібров;
- шоломниця крейдяна (Scutellaria creticola), Бараниківка, Біловодськ, Деркульська цілина, Новоолександрівський конезавод.

### Фауна
Тваринний світ характерний для відкритих степових регіонів, але не має промислового значення, внаслідок його нечисленності. У районі водяться лосі, козулі, дикі кабани, лисиці, вовки, зайці, куниці. Досить розповсюдженим є бабак європейський, котрий практично зник з лісостепової зони.

### Природоохоронні території
Біловодський район має найбільшу в Луганській області площу природно-заповідного фонду. До його складу входять 1 об'єкт природно-заповідного фонду загальнодержавного значення площею 1 065 га (Ботанічний заказник Юницького) і 10 — місцевого значення загальною площею 22 102,5 га:
- Водяна криниця — гідрологічна пам'ятка природи
- Ясенева захисна лісосмуга — ботанічна пам'ятка природи
- Новолимаревський — загальнозоологічний заказник
- Кононовський — загальнозоологічний заказник
- Стінки Ліскові — ботанічний заказник
- Євсуг-Степове — загальнозоологічний заказник
- Двохсотрічні дуби — ботанічна пам'ятка природи
- Воронець — ботанічна пам'ятка природи
- Свинарська балка — комплексна пам'ятка природи
- Біловодський — регіональний ландшафтний парк

## Історія
На території цього краю перші мешканці з'явилися 300 — 100 тис. років тому. З 3 по 1 тисячоліття до н. е. у цих степах мешкали скотарські племена, в цей час з'являються курганні поховання.
Біловодськ, імовірно, виник у 1686 році. Перші згадування про Біловодськ у документах належать до 1707 року. У 1708 році після придушення Булавінського повстання Біловодськ був спалений. Тільки у 1717 році козаки острозького полку почали нове заселення краю.
У 1765 році Біловодську надали право повітового міста і приписали до Палацової стайневої канцелярії.
У 1765 році Наказом Катерини II заснований Деркульський конезавод.
У 1779 році Біловодськ став повітовим містом Воронізького намісництва.
1781 рік повітовому місту Біловодську був присвоєний герб.
1796 рік Біловодський повіт був скасований, а Біловодськ був залишений заштатним містом кіннозаводського відомства.
У 1818 році — заснований Лимарівський конезавод, у 1822 році — Новоолександрівський конезавод.
У 1850 році окружне правління було переведене у Старобільськ. У 1860 році заштатне місто Біловодськ було перейменовано у слободу.
1918 рік (грудень) — Біловодське селянське повстання проти військ генерала Краснова.
1919 рік — у Біловодську створена комуна «Новая жизнь».
1923 рік — утворений Біловодський район у складі Старобільської округи.
У 1929-30 роки була проведена загальна колективізація селянських господарств.
13 червня 1942 року почалася окупація району німецько-фашистськими військами.
20 січня 1943 року Біловодськ був визволений від окупантів 41-ю гвардійською стрілецькою дивізією (під командуванням полковника Н. І. Іванова) і 12-ю гвардійською танковою бригадою (під командуванням полковника Ф. М. Лихачова).
За роки війни було призвано до лав армії більш ніж 9 тис. жителів району, не повернулися 5283 чоловіка, нагороджено орденами і медалями 1215 воїнів, 7 стали Героями Радянського Союзу.
Після війни почалася відбудова сільського господарства. 418 працівників сільського господарства були нагороджені медаллю «За сумлінну працю в роки Великої Вітчизняної війни».
У колгоспах і радгоспах району зростали виробництво та продаж державі зерна та продукції тваринництва. У 1958 році група передовиків виробництва була нагороджена орденами і медалями СРСР, 3 стали Героями Соціалістичної Праці. За підсумками Всесоюзного соціалістичного змагання за успішне виконання плану 1985 року і завдання 11-ї п'ятирічки Біловодський район визнаний переможцем і нагороджений перехідним Червоним Прапором Ради Міністрів СРСР і ЦСПС.
05.02.1965 Указом Президії Верховної Ради Української РСР передано Брусівську сільраду Старобільського району до складу Біловодського району.

## Адміністративний устрій
Адміністративно-територіально район поділяється на 1 селищну раду та 13 сільських рад, які об'єднують 33 населених пункти і підпорядковані Біловодській районній раді. Адміністративний центр — смт Біловодськ.

## Економіка
У Біловодському районі Луганської області, однієї з 14-и областей, де культивується конярство, сконцентрований основний потенціал області. Нинішні кінні заводи створювалися імператорськими указами в 70-х роках XVIII — на початку XIX сторіччя, і надалі сталі не тільки виробничими структурами, а й осередками культурного життя територій.
Конярство заводів забезпечувало престиж держави на спортивних змаганнях за кордоном, приносило відчутні валютні надходження на міжнародних аукціонах найкращих представників порід коней. Фахівцям і зацікавленим людям добре відомий ваговоз Кокетливий, орловський рисак Капрал, англійський чистокровний жеребець Задорний, жеребець український верхівковий Архітектор. Багато які з їхніх рекордів залишаються недосяжними до сьогодні.

## Населення
Розподіл населення за віком та статтю (2001)
| Стать | Всього | До 15 років | 15-24 | 25-44 | 45-64 | 65-85 | Понад 85 |
| --- | ------ | ----------- | ----- | ----- | ----- | ----- | -------- |
| Чоловіки | 13 094 | 2685        | 1684  | 3986  | 3264  | 1427  | 48       |
| Жінки | 14 490 | 2469        | 1498  | 3822  | 3789  | 2609  | 303      |
| \| Статево-вікова піраміда \| Статево-вікова піраміда \| Статево-вікова піраміда \| \| ----------------------- \| ----------------------- \| ----------------------- \| \| Чоловіки \| Вік \| Жінки \| \| 48 \| 85 + \| 303 \| \| 103 \| 80-84 \| 305 \| \| 220 \| 75-79 \| 754 \| \| 533 \| 70-74 \| 823 \| \| 571 \| 65-69 \| 727 \| \| 963 \| 60-64 \| 1224 \| \| 467 \| 55-59 \| 596 \| \| 930 \| 50-54 \| 1006 \| \| 904 \| 45-49 \| 963 \| \| 1063 \| 40-44 \| 1026 \| \| 974 \| 35-39 \| 914 \| \| 1007 \| 30-34 \| 951 \| \| 942 \| 25-29 \| 931 \| \| 794 \| 20-24 \| 758 \| \| 890 \| 15-20 \| 740 \| \| 1139 \| 10-14 \| 1023 \| \| 867 \| 5-9 \| 848 \| \| 679 \| 0-4 \| 598 \| |        |             |       |       |       |       |          |
| Статево-вікова піраміда |        |             |       |       |       |       |          |
| Чоловіки | Вік    | Жінки       |       |       |       |       |          |
| 48 | 85 +   | 303         |       |       |       |       |          |
| 103 | 80-84  | 305         |       |       |       |       |          |
| 220 | 75-79  | 754         |       |       |       |       |          |
| 533 | 70-74  | 823         |       |       |       |       |          |
| 571 | 65-69  | 727         |       |       |       |       |          |
| 963 | 60-64  | 1224        |       |       |       |       |          |
| 467 | 55-59  | 596         |       |       |       |       |          |
| 930 | 50-54  | 1006        |       |       |       |       |          |
| 904 | 45-49  | 963         |       |       |       |       |          |
| 1063 | 40-44  | 1026        |       |       |       |       |          |
| 974 | 35-39  | 914         |       |       |       |       |          |
| 1007 | 30-34  | 951         |       |       |       |       |          |
| 942 | 25-29  | 931         |       |       |       |       |          |
| 794 | 20-24  | 758         |       |       |       |       |          |
| 890 | 15-20  | 740         |       |       |       |       |          |
| 1139 | 10-14  | 1023        |       |       |       |       |          |
| 867 | 5-9    | 848         |       |       |       |       |          |
| 679 | 0-4    | 598         |       |       |       |       |          |

Етнічний склад населення району на 2001 рік був представлений наступним чином:
- українці — 87,8 %;
- росіяни — 11,2 %;
- білоруси — 0,3 %
- інші національності — 0,7 %[6]

Етномовний склад сільських та міських рад району (рідна мова населення) за переписом 2001 року, %
|                                   | українська | російська | білоруська |
| БІЛОВОДСЬКИЙ РАЙОН                | 84,2       | 15,6      | 0,1        |
| --------------------------------- | ---------- | --------- | ---------- |
| смт Біловодськ                    | 85,7       | 14,1      | 0,1        |
| Бараниківська сільська рада       | 91,3       | 8,5       |            |
| Брусівська сільська рада          | 97,1       | 2,9       |            |
| Городищенська сільська рада       | 87,3       | 12,6      | 0,1        |
| Данилівська сільська рада         | 70,9       | 28,9      | 0,1        |
| Євсузька сільська рада            | 91,7       | 7,9       | 0,1        |
| Кононівська сільська рада         | 94,3       | 5,6       |            |
| Литвинівська сільська рада        | 92,0       | 7,8       | 0,1        |
| Нижньобараниківська сільська рада | 92,4       | 7,5       |            |
| Новоолександрівська сільська рада | 50,2       | 49,5      |            |
| Новолимарівська сільська рада     | 80,5       | 19,4      |            |
| Плугатарська сільська рада        | 90,1       | 8,9       | 0,2        |
| Семикозівська сільська рада       | 84,5       | 15,5      | 0,1        |
| Шуліківська сільська рада         | 97,0       | 3,0       |            |

Середньорічна чисельність населення на початок 2002 року становить 27,6 тис. чоловік, з яких 38 % живуть у смт Біловодськ, а інші — у селах району. Кількість дворів — 10206. Діти до 18-ти років становлять 6780 чол. Працездатне населення — 11410 чол., з них зайнято — 5900, пенсіонерів — 8453 чол., безробітних — 1621.

## Політика
25 травня 2014 року відбулися Вибори Президента України. У межах Біловодського району було створено 29 виборчих дільниць. Явка на виборах складала — 27,10 % (проголосували 4 923 із 18 165 виборців). Найбільшу кількість голосів отримав Петро Порошенко — 33,29 % (1 639 виборців); Сергій Тігіпко — 17,71 % (872 виборців), Юлія Тимошенко — 7,66 % (377 виборців), Петро Симоненко — 6,60 % (325 виборців), Михайло Добкін — 6,54 % (322 виборців). Решта кандидатів набрали меншу кількість голосів. Кількість недійсних або зіпсованих бюлетенів — 5,67 %.